# 香港晨報
《香港晨報》是一份原定預計於2014年7月1日出版，惟最終未出版就停辦的一份香港報章；由於2013年11月26日成立的香港晨報傳媒集團有限公司運作，該公司由在英屬處女島註冊的國威控股有限公司持有。香港晨報的理念是打造一份“持平而具公信力”的日報，其總部設於荃灣的一所工業大廈，原計劃招聘400多人，每日印刷20萬份。

## 歷史
2014年2月起出現一些與《香港晨報》出版的相關報道，引起該報涉及親中資金的猜測。同月，報紙的招牌設計流出，引起香港市民的議論。有報道指出，該報的幕後支持者是於2014年5月在中國大陸被拘捕的蒯轍元，惟遭到蒯轍元本人和該報新聞總監劉韋瑋否認。而傳媒人郭慶榕和黃陽午都表示有參與籌辦香港晨報。

### 高層遇襲案
2014年3月19日，其執行副總裁利婉嫻和新聞部高層林健明在尖沙咀出外午膳時被4人襲擊。該報高層其後指出有人試圖阻止該報出版。事件發生在《明報》前總編輯劉進圖遇襲後僅僅兩週，引起廣大市民關注香港的新聞自由是否正在收窄。最終鍾偉聰（22歲）和何家旗（27歲）兩名疑犯落網，他們自稱是“受他人所托報復前高層有婚外情。”惟其理由牽強，並不能令人信服，以至於審訊結束時，判案法官認為那只是被告自圓其說，並指相信真相只會石沉大海。二人分別被判意圖嚴重傷害罪成而要入獄一年，及襲警罪成而要入獄四十天。另外兩名被告蕭志中（38歲）和翁偉健（19歲）則脫罪。

### 停辦
在遇襲案發生後不久，《香港晨報》於2014年5月宣佈停辦，成為一份尚未出版就停辦的香港報紙。此舉亦引起了大批員工追討欠薪。至2014年年底，合共逾70名員工入稟勞資審裁處追討薪金得直。2015年2月11日，高等法院頒令《晨報》清盤。

## 影響
2014年香港先後出現劉進圖遇襲案（2月）、《香港晨報》高層遇襲案（3月）及宣佈停辦（5月）、《主場新聞》宣佈停辦（7月）、雨傘運動期間記者被反佔中人士襲擊、被香港警方襲擊及拘捕，壹傳媒被圍堵、《蘋果日報》被潑黑色液體及媒體遭到黑客入侵（2014年9月至2015年1月）等多項涉及香港傳媒的負面消息，引起香港市民對新聞自由是否正在收窄的關注，為部分香港人積極參與雨傘運動的原因之一。不過，隨著佔領騷亂的開展，至2014年12月23日《主場新聞》的原創辦人宣佈重新成立《立場新聞》。